# Вага (приток Северной Двины)
Ва́га — река в Вологодской и Архангельской областях России, крупнейший левый приток Северной Двины.

## География
Длина реки — 575 км, площадь водосборного бассейна — 44 800 км².
Истоки Ваги находятся среди болот на севере Вологодской области на Ваго-Сухонском водоразделе. Протекает по хвойным лесам. Долина реки в верховьях выражена слабо, но ниже устья Режи река образует глубокую долину, прорезая пермские породы. Высота склонов достигает 50 метров. Дно в этих местах каменистое, галечное. После впадения реки Терменьга Вага течёт в древней впадине. Ширина долины достигает 4 км, высота склонов уменьшается до 15—20 м. Дно становится песчаным, иногда песчано-галечниковым. После впадения Устьи русло расширяется до 300 метров, средняя глубина 1,5—2,5 метра, на плёсах до 6 метров, но в межень на перекатах 0,2—0,4 метра.
В советское время и в начале 1990-х по реке осуществлялся лесосплав. В настоящее время река не судоходна.
Почти на всём протяжении (кроме первых 30 км) по левому берегу реки проходит автодорога М8.
Крупнейшие притоки — Кулой, Устья, Терменьга, Шереньга (правые); Вель, Пуя, Ледь, Сюма, Неленга, Паденьга, Большая Чурга, Пежма (левые).

## Гидрология
Замерзает в середине ноября, вскрывается в конце апреля. Весеннее половодье длится 1,5-2 месяца, за это время река проносит 2/3 годового стока.
| № | Гидрологический пост | Расстояние от устья | Период наблюдения | Значение    |
| - | -------------------- | ------------------- | ----------------- | ----------- |
| 1 | с. Шелота            | 480 км              | 1955—1988 гг.     | 11,83 м³/с  |
| 2 | д. Филяевская        | 349 км              | 1938—1999 гг.     | 111,82 м³/с |
| 3 | г. Шенкурск          | 158 км              | 1914—1975 гг.     | 236,49 м³/с |
| 4 | д. Усть-Сюма         | 57 км               | 1956—1999 гг.     | 384,28 м³/с |

| Средний расход воды (м³/с) реки Ваги по месяцам с 1956 по 1999 гг. (замеры производились на гидрологическом посту в районе д. Усть-Сюма, 57 км от устья) |

## Происхождение названия
По мнению Б. А. Серебренникова, суффикс -га был типичным для волго-окской топонимики, как и суффиксы -ма, -ша, -та и т. д. — они обозначали реку.
А. К. Матвеев в одной из ранних статей допускал балтское происхождение названия реки и сравнивал его с лит. vaga «борозда, русло», но впоследствии склонялся к тому, что слово возникло в русском языке по модели обратного словообразования из финно-пермского Важка < *Важ «приток» (ср. Вашка).
Е. М. Поспелов считает исторически несостоятельным и семантически сомнительным возведение гидронима Вага к лит. vaga («борозда, русло реки, речной рукав»). А. П. Афанасьев считает сопоставление с коми вож («приток») фонетически бессмысленным.
Е. А. Хелимский считает возможным соотнести название реки Вага с *waka северо-западной группы финно-угорских языков, откуда фин. vaka, vakaa, vakava «устойчивый, надёжный, спокойный» и саам. *vōkē «привычка», что, возможно, отражает характер течения этой на большом протяжении судоходной, сплавной реки.

## Населённые пункты
Крупнейшие населённые пункты на реке: города Вельск и Шенкурск, а также село Верховажье.

## История
Вага и реки бассейна, прибрежные леса являлись местами стоянки и кормили появившихся здесь первых жителей, способствовали заселению и освоению славянами земель в верховье реки.
Вага была частью пути новгородцев к Белому морю (через Северную Двину). Название Ваги и села Усть-Вага упоминается в найденных в Великом Новгороде деревянных цилиндрах-замках (пломбах). На поверхности цилиндра № 19, найденного в 1999 году на Троицком раскопе в слоях последней четверти XI века — начала XII века, имеется надпись «Оустье Вагы. Мецьниць мъхъ  3 гр(и)в(ь)н(ы)». Указаны: место сбора подати (Усть-Вага), принадлежность (мешок мечника) и стоимость (три гривны). Цилиндр № 30 был также найден в 1999 году на Троицком раскопе, в слое последней четверти XI века. Текст надписи: «Наклади съ 2 гривьн-. Меч(ь)нице» и далее: «Вага», что в переводе означает: Проценты с двух гривен. Мечниково. И указано место сбора: Вага. На найденной в 1980 году на Троицком раскопе V в Новгороде под датируемым второй половиной XI века настилом мостовой Черницыной улицы плоской деревянной бирке имеется надпись «УСТИЕВАК…», означающая «устье Ваги», но записанная с заменой звонкого звука на глухой. По мнению А. А. Зализняка, надпись сделал либо обрусевший карел, либо носитель говора с прибалтийско-финским субстратом.
На берегу Ваги существовал упразднённый в 1764 году Важский монастырь (у деревни Корбала современного Шенкурского района).

## Притоки
(расстояние от устья)
- 34 км: Пустая Кица
- 39 км: Неленга
- 58 км: Сюма (Юсюма, Нюсима)
- 61 км: Севчуга
- 65 км: Нерезьма
- 73 км: Еменьга (Колгозерка)
- 80 км: Пашта
- 89 км: Коскара (Каскара)
- 98 км: Ледь
- 115 км: Малая Пинежка
- 118 км: Пинежка
- 129 км: Вайманьга
- 143 км: ручей Игишка
- 149 км: Поча (Пога)
- 152 км: Юмзеньга
- 165 км: Шеньга (Ивеньга)
- 166 км: Марека
- 174 км: Шелаша (Шолаша)
- 181 км: Нюнега
- 188 км: Паденьга (Пиндиго)
- 190 км: Сельменьга
- 200 км: Шереньга
- 210 км: Керменьга
- 212 км: Пуя
- 238 км: Колешка
- 241 км: Большая Мулонда
- 259 км: Устья
- 261 км: Большая Чурга (Чурка)
- 278 км: Малая Чурга
- 309 км: Солда
- 315 км: Пайтова Солда
- 325 км: руч. Рыбный
- 338 км: Киеньга
- 355 км: Вель
- 369 км: Кулой (Кула)
- 371 км: Пежма
- 379 км: Сельменьга (Малая Сельменьга)
- 387 км: Печеньга
- 389 км: Угреньга
- 396 км: Нермеша
- 398 км: Терменьга (Теркенка)
- 431 км: Корменьга
- 461 км: Ковда
- 474 км: Ильчуга
- 493 км: Костюга
- 508 км: Двиница (Двиница-Зяблая)
- 515 км: Киюк (Большой Киюк)
- 528 км: Режа
- 533 км: Шейга
- 554 км: Вашка

## Данные водного реестра
По данным государственного водного реестра России относится к Двинско-Печорскому бассейновому округу, водохозяйственный участок реки — Вага, речной подбассейн реки — Северная Двина ниже места слияния Вычегды и Малой Северной Двины. Речной бассейн реки — Северная Двина.